# Сартукай
Сартукай (тадж. Сартӯқай / Сартуқай) — село в Гафуровском районе Согдийской области Республики Таджикистан. Входит в состав джамоата (сельской общины) Ёва Гафуровского района.
Находится на расстоянии 20 км от райцентра (пгт. Гафуров) и 6 км до центра общины (с. Кучаи Калон).
Население — 3984 чел. (2017).